# Puente Suramadu
El puente Suramadu (en indonesio: Jembatan Suramadu), también conocido como puente Surabaya–Madura, es un puente atirantado que conecta Surabaya, en la isla de Java y la ciudad de Bangkalan en la isla de Madura, en Indonesia.  Abrió en junio de 2009, con 5,4 km de longitud es el más largo de Indonesia y el primer puente en cruzar el estrecho de Madura.
La parte atirantada tiene tres vanos con longitudes de 192 m, 434 m y 192 m. El puente tiene dos carriles en cada dirección, además de un carril de emergencia y un carril exclusivo para motocicletas.[cita requerida]

## Historia
El puente fue construido por un consorcio de las empresas indonesias PT Adhi Karya y PT Waskita Karya, junto con China Road and Bridge Corp. y China Harbor Engineering Co. Ltd.  El coste total del proyecto, incluidas las vías de conexión, se ha estimado en 4,5 billones de rupias (US$ 445 millones).
La construcción comenzó en agosto de 2003. En julio de 2004, se derrumbó una viga, matando a un trabajador e hiriendo a otros nueve. La construcción del puente fue detenida a finales de 2004 debido a la falta de fondos, pero fue reanudada en noviembre de 2005. El vano principal del puente se conectó el 31 de marzo de 2009, y el puente abrió al público el 10 de junio de 2009.
Los peajes se fijaron inicialmente en Rp. 30000 (US$ 3 en 2009) para los vehículos de cuatro ruedas y Rp. 3000 (US$ 0,30) para los de dos.
Una semana después de la apertura, se descubrió que habían robado tuercas y tornillos, así como luces de mantenimiento y que había evidencias de vandalismo en los cables que soportaban el vano principal.
La exitosa construcción del puente Suramadu ha aumentado el interés en la posibilidad de construir el puente del Estrecho de la Sonda, mucho más grande, que cruce el estrecho de la Sonda en el oeste de Java.[cita requerida]
El puente apareció en la introducción y el episodio dos de The Amazing Race 21.